# Мальвестити, Маурицио
Маурицио Мальвестити (итал. Maurizio Malvestiti; род. 25 августа 1953, Филаго, Италия) — итальянский прелат. Епископ Лоди с  26 августа 2014, заменив Джузеппе Меризи.

## Биография
Маурицио Мальвестити родился в селе Марни в 1953 году, а крестился в Церковь святого Варфоломея. Учился в семинарии Бергамо и был рукоположен в священники. В 1977 году он продолжил богословское образование в Риме, а также совершенствовал своё знание французского и английского языков.
С 1978 по 1994 преподавал в семинарии Бергамо. В 1994 - 2009 годах он был официальным представителем в Конгрегации по делам Восточных Церквей.. 19 июня 2009 года, он стал младшим секретарём собрания. Был личным секретарем трех префектов, кардиналов Акилле Сильвестрини, Игнатия Мусса Дауда и Леонардо Сандри.
26 августа 2014 года папа Франциск назначил его епископом Лоди.
Он был рукоположен 11 октября 2014 года кардиналом Леонардо Сандри в базилике Святого Петра.

## Галерея

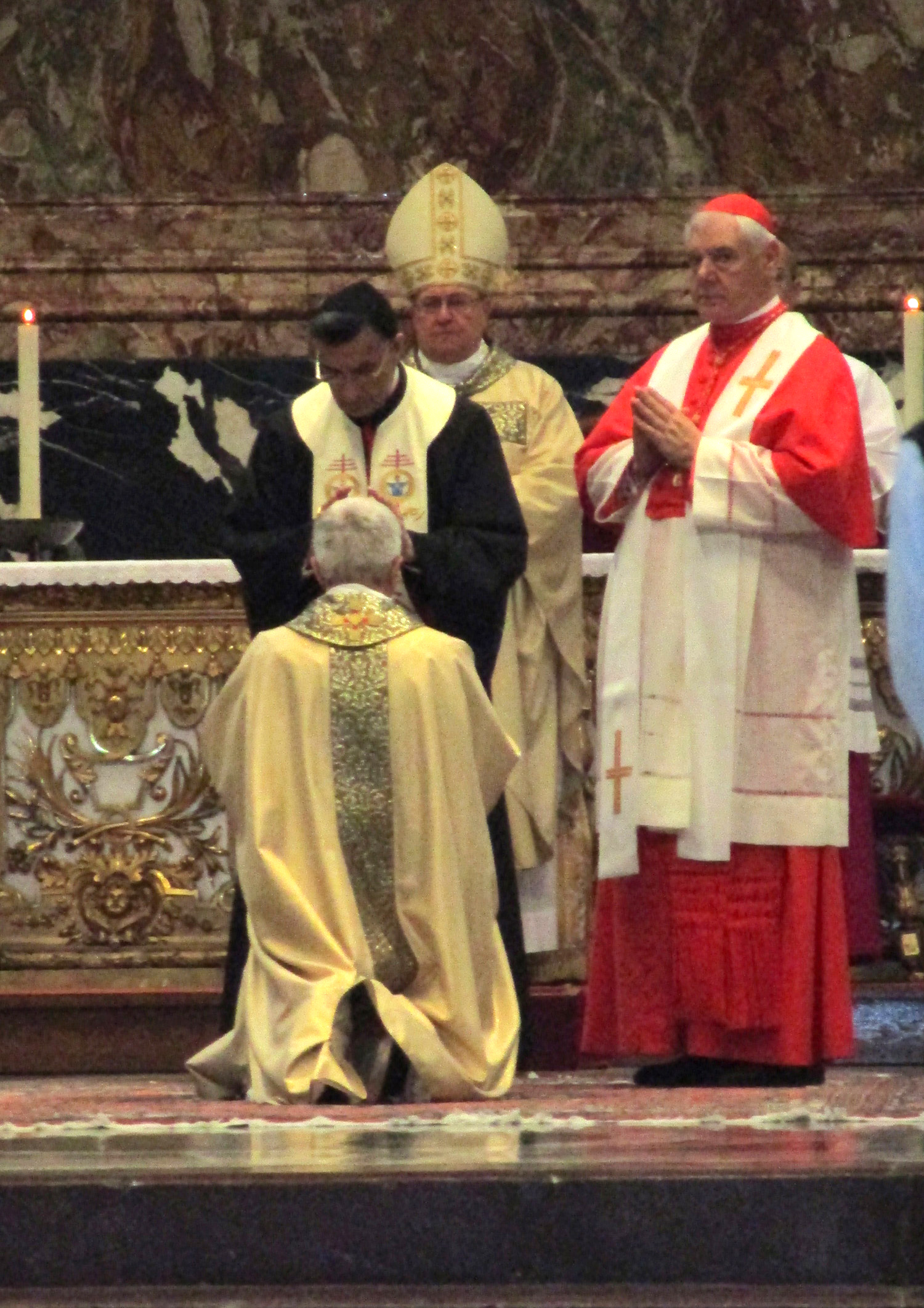
Маронит Патриарх Бешар Бутрос Раи во время епископского рукоположения на отца Маурицио, 11 октября 2014 года. Рядом кардиналы Сандри и Мюллер.
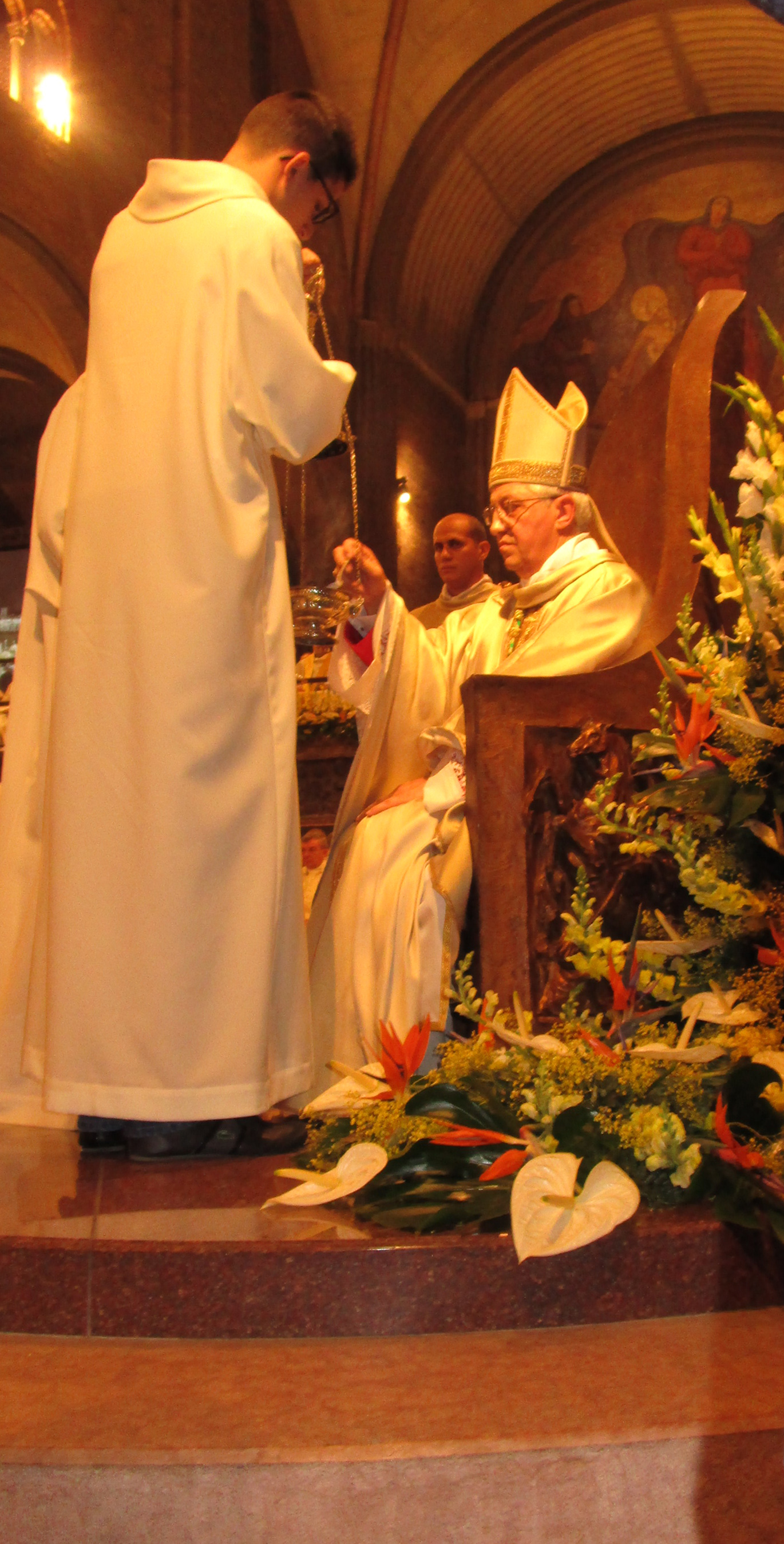
Епископ Мальвестити только что утверждён на епархии в Лоди, 26 октября 2014
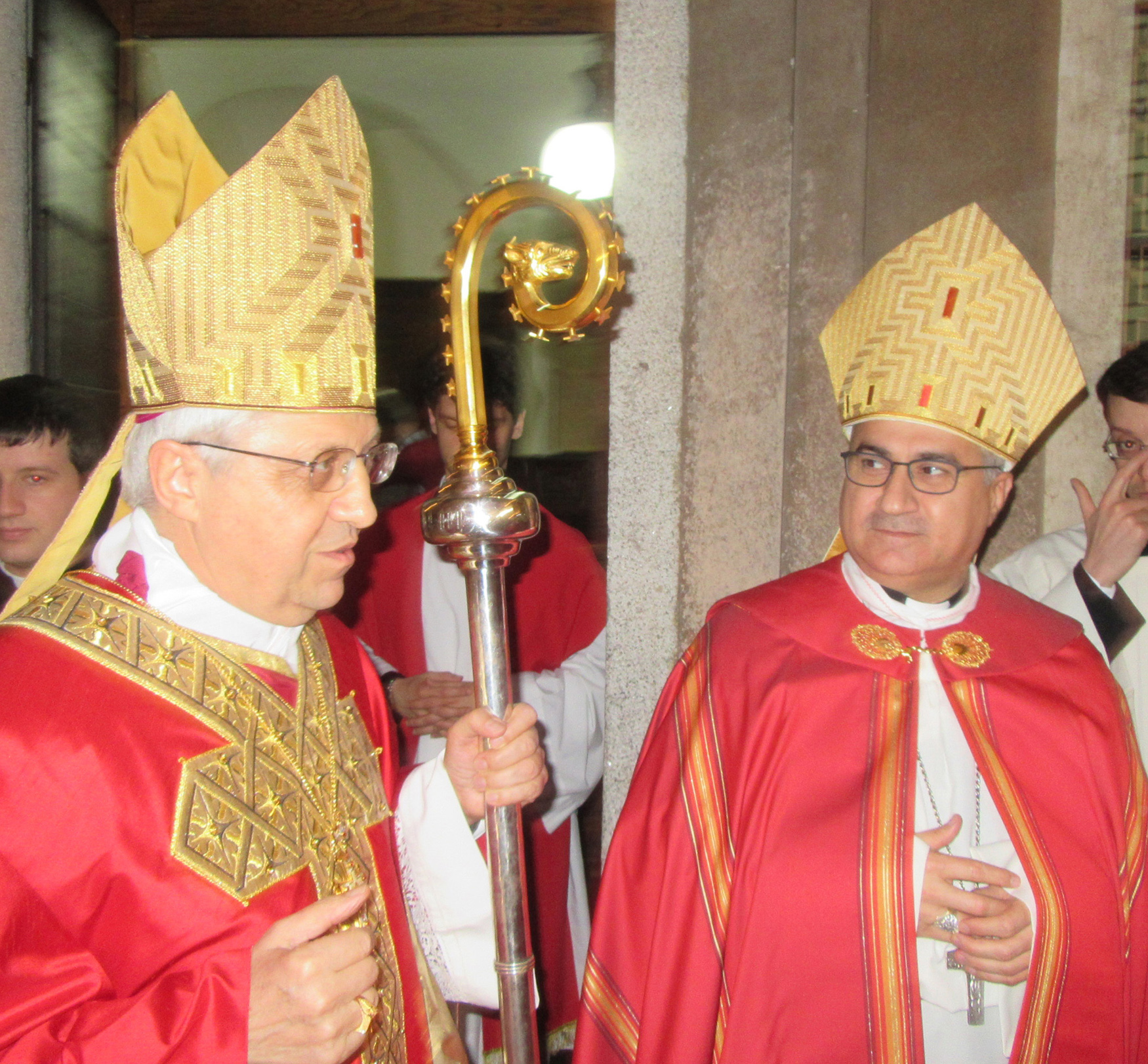
Епископ Мальвестити  (слева) с епископом Башар Варда (справа) во время Пятидесятницы всенощной в соборе Лоди, 14 мая 2016
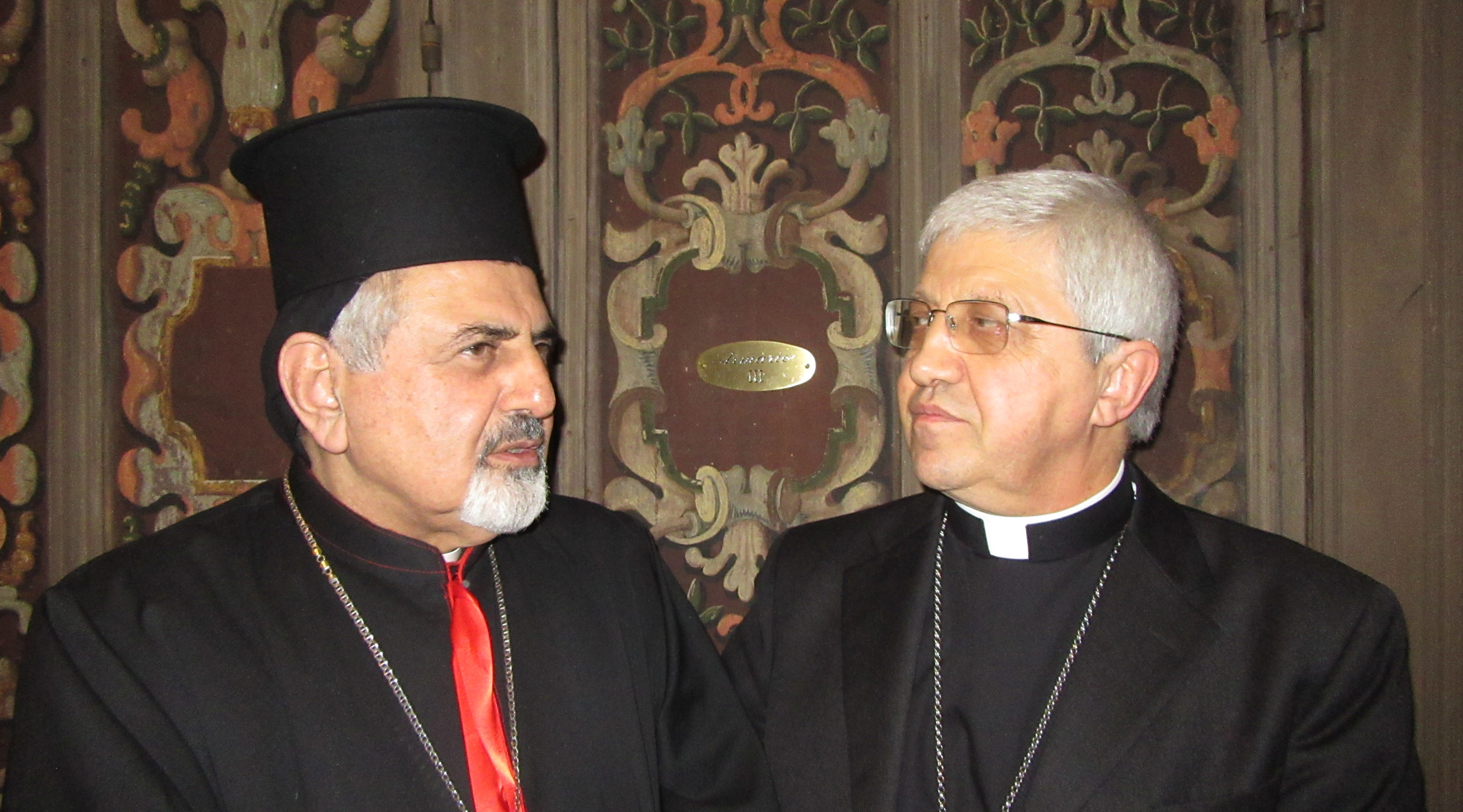
Монсеньор Мальвестити (справа) приветствует Игнатия Иосифа III в епископском доме в  Лоди 20 февраля 2017 года.